# Église Notre-Dame-de-la-Nativité de Beaupouyet
Pour les articles homonymes, voir Église Notre-Dame-de-la-Nativité.
L'église Notre-Dame-de-la-Nativité est une église catholique située à Beaupouyet, en France.
Cet édifice roman fait l'objet d'une protection au titre des monuments historiques.

## Localisation
L'église Notre-Dame-de-la-Nativité est située à l'ouest du département de la Dordogne, dans le Landais, en bordure orientale du village de Beaupouyet.

## Historique
Construit au XIIe siècle, l'édifice roman a été remanié au XVIIIe siècle, notamment la toiture du chœur.
Connue en 1197 sous l'appellation de S. Maria de Belpojet, l'église est dédiée à Notre-Dame-de-la-Nativité.

## Protection
Elle est inscrite au titre des monuments historiques le 2 janvier 1948 pour la partie romane de son chœur.

## Architecture

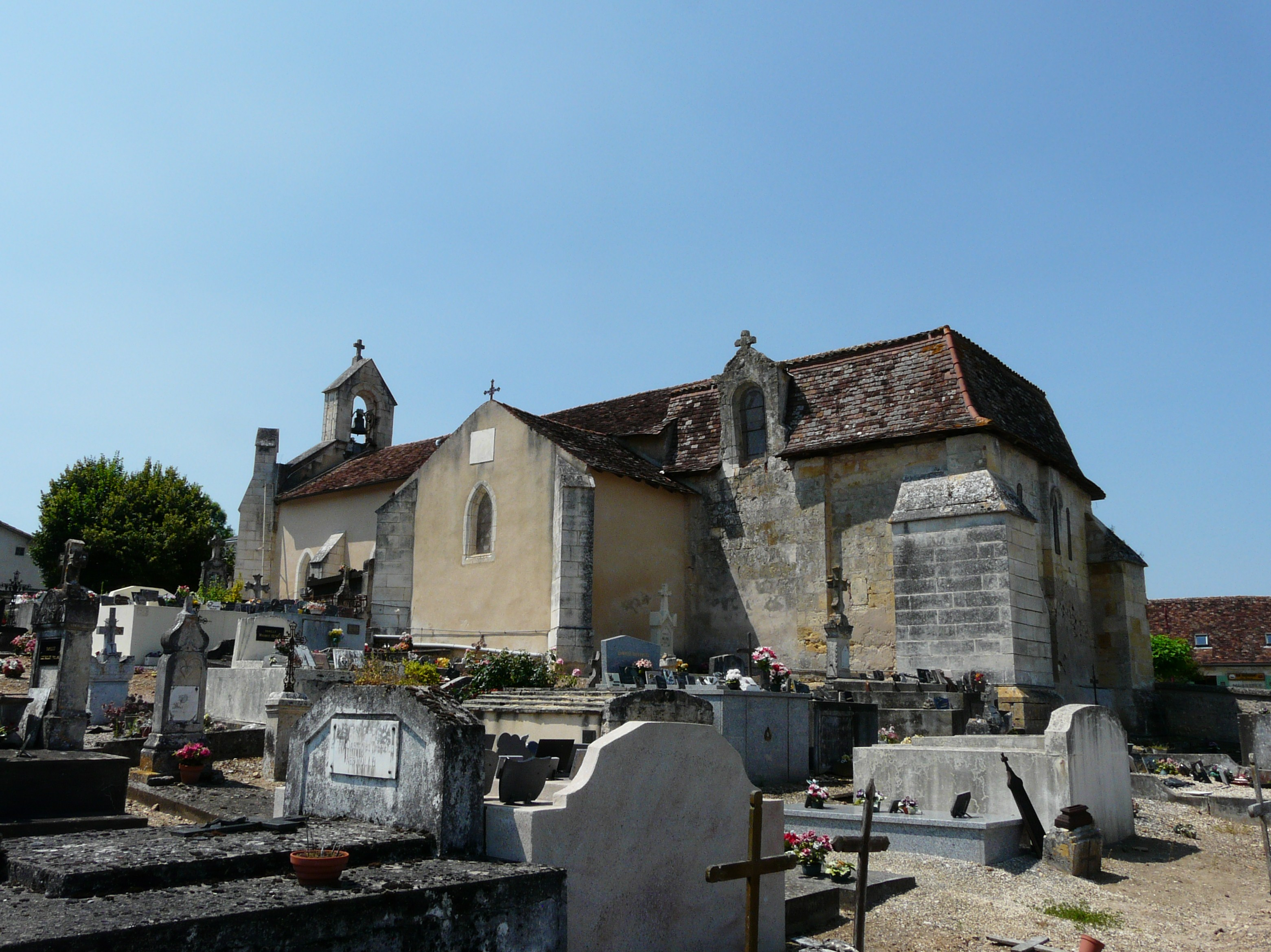
Le cimetière et l'église de Beaupouyet, avec le toit mansardé au-dessus du chœur.

Attenante au cimetière dont elle occupe l'angle nord-ouest, l'église, en forme de croix latine, est orientée approximativement est-ouest. Au nord du chevet, et dans le prolongement du transept a été ajoutée la sacristie.
Le portail occidental est surmonté d'un clocher-mur à une seule baie campanaire, ayant conservé sa cloche.
La nef à trois travées est prolongée d'un faux transept formé de deux chapelles latérales puis du chœur qui a conservé son architecture romane d'origine, hormis pour sa toiture refaite à la Mansart. Des arcatures séparées par des pilastres coiffés de chapiteaux romans ornent les deux côtés du chœur, au nord duquel la sacristie s'ouvre dans une des arcatures.

## Galerie de photos

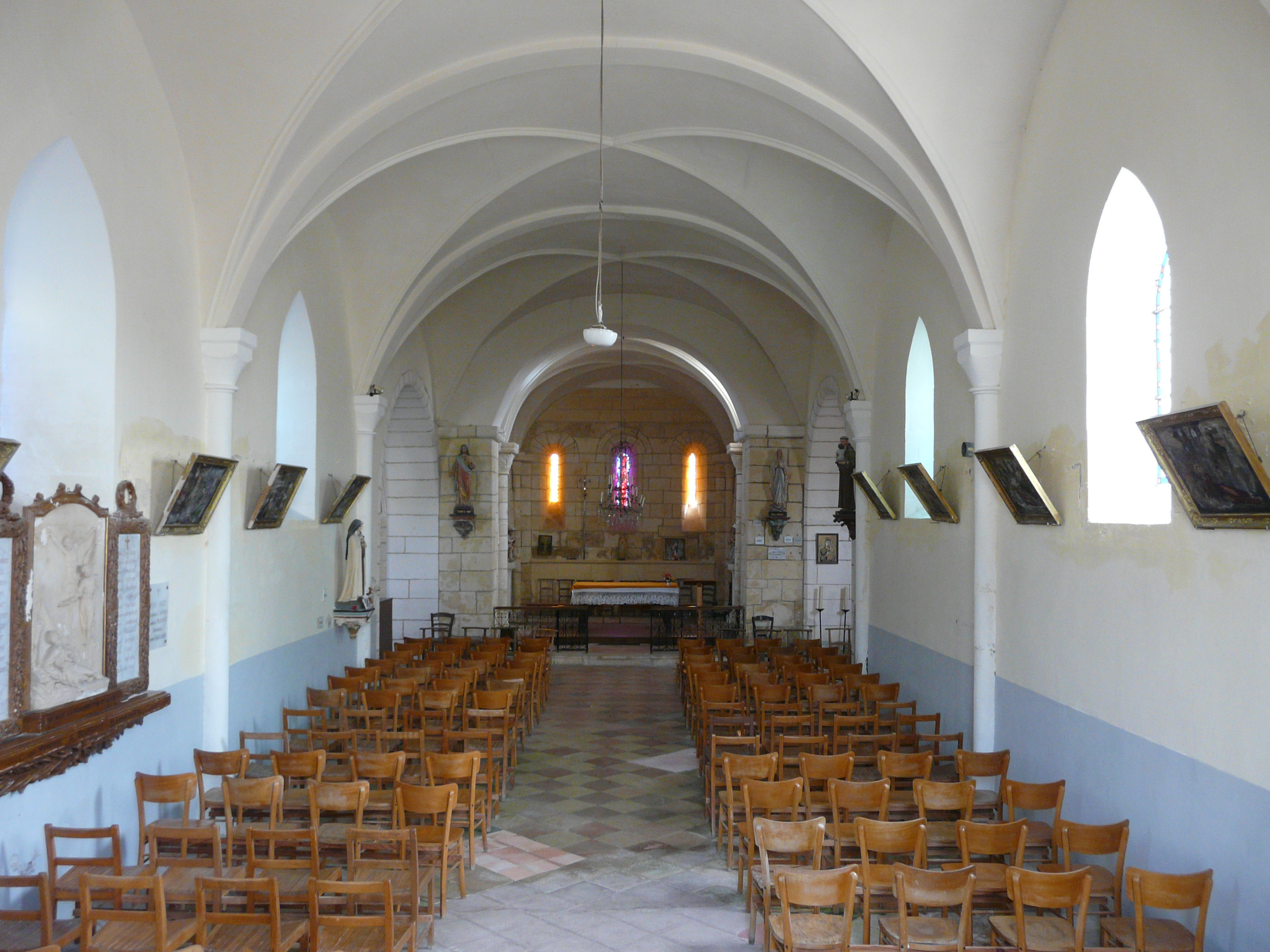
La nef.
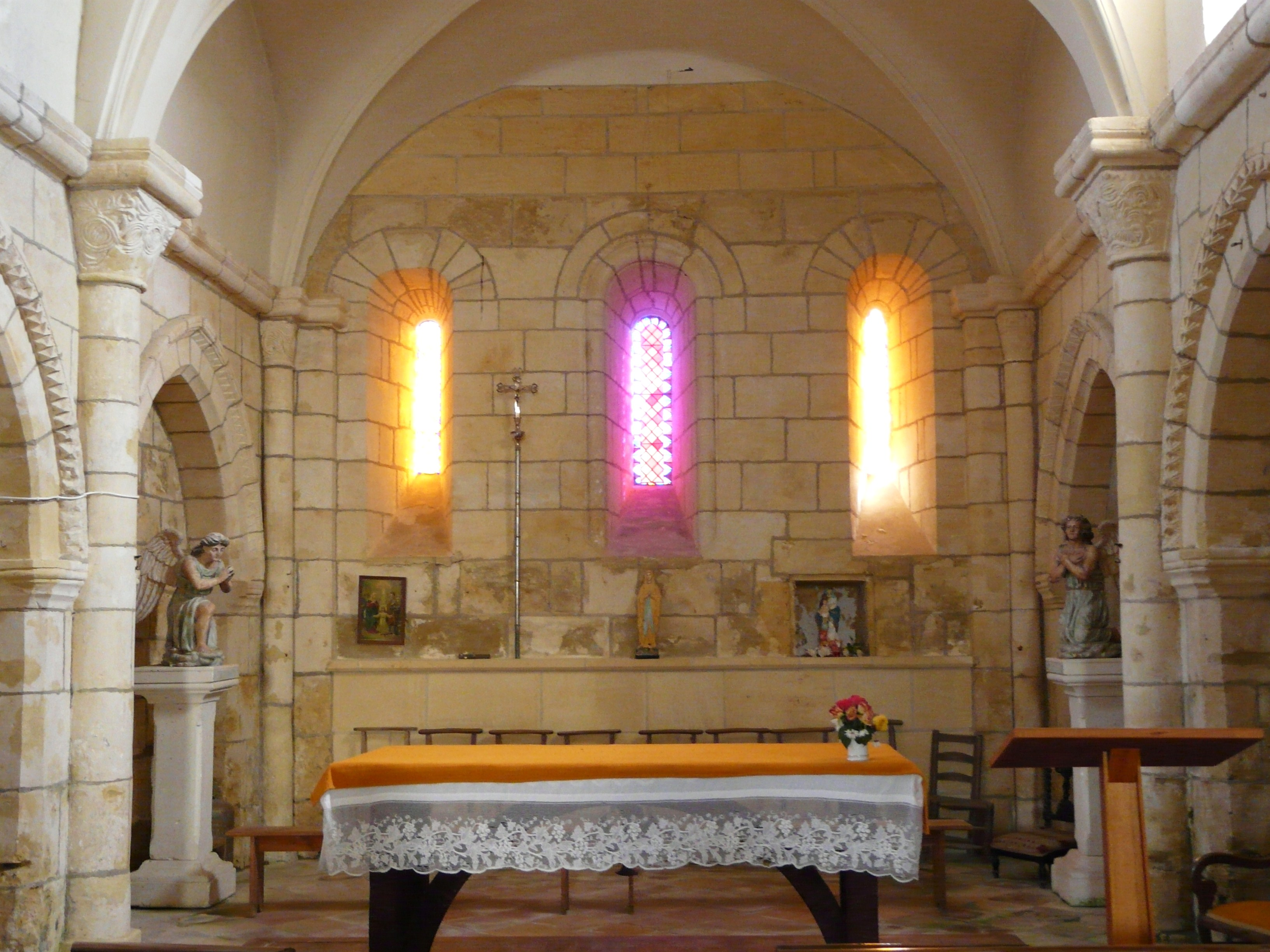
Le chœur.
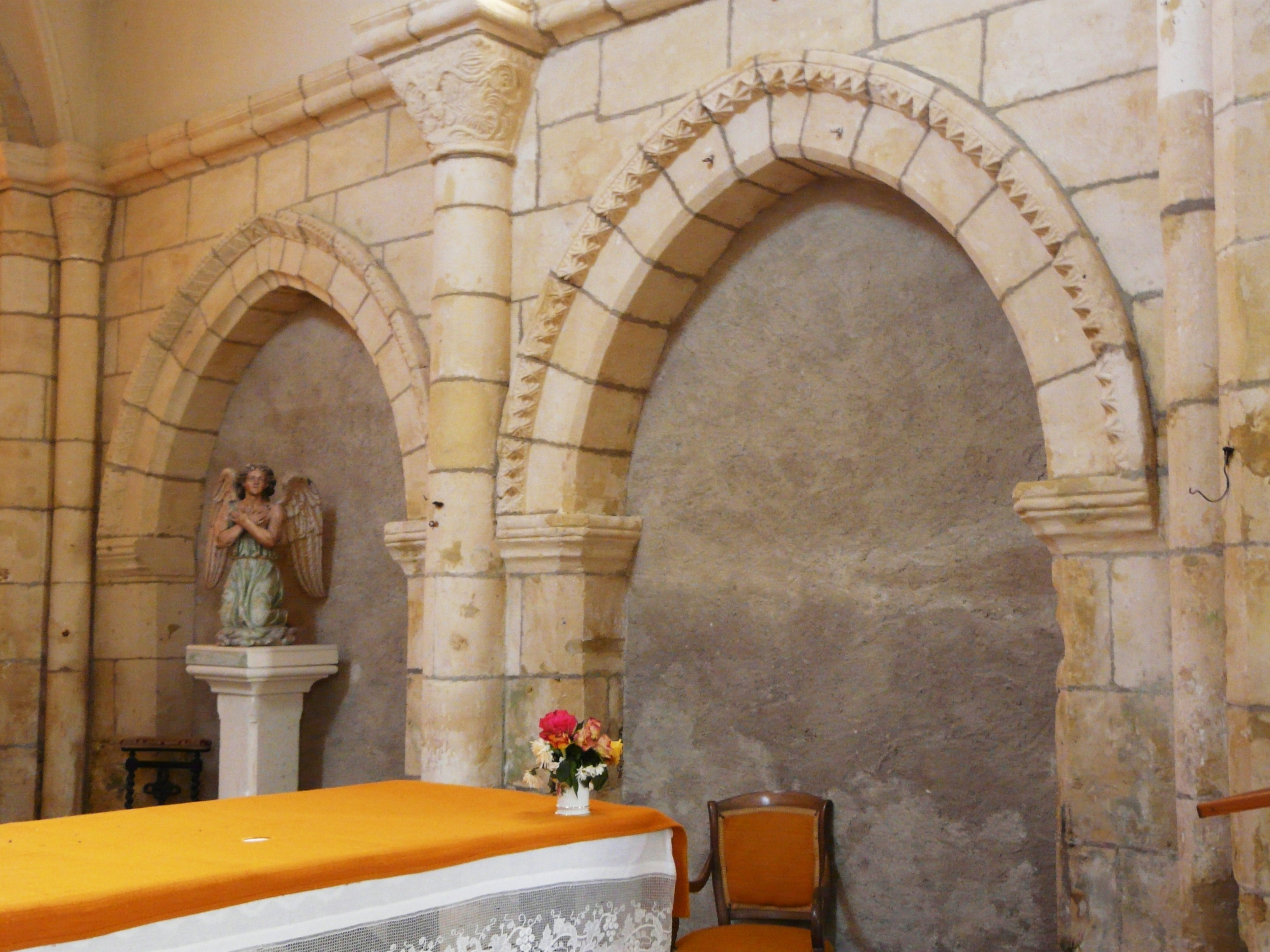
Arcature sud du chœur.
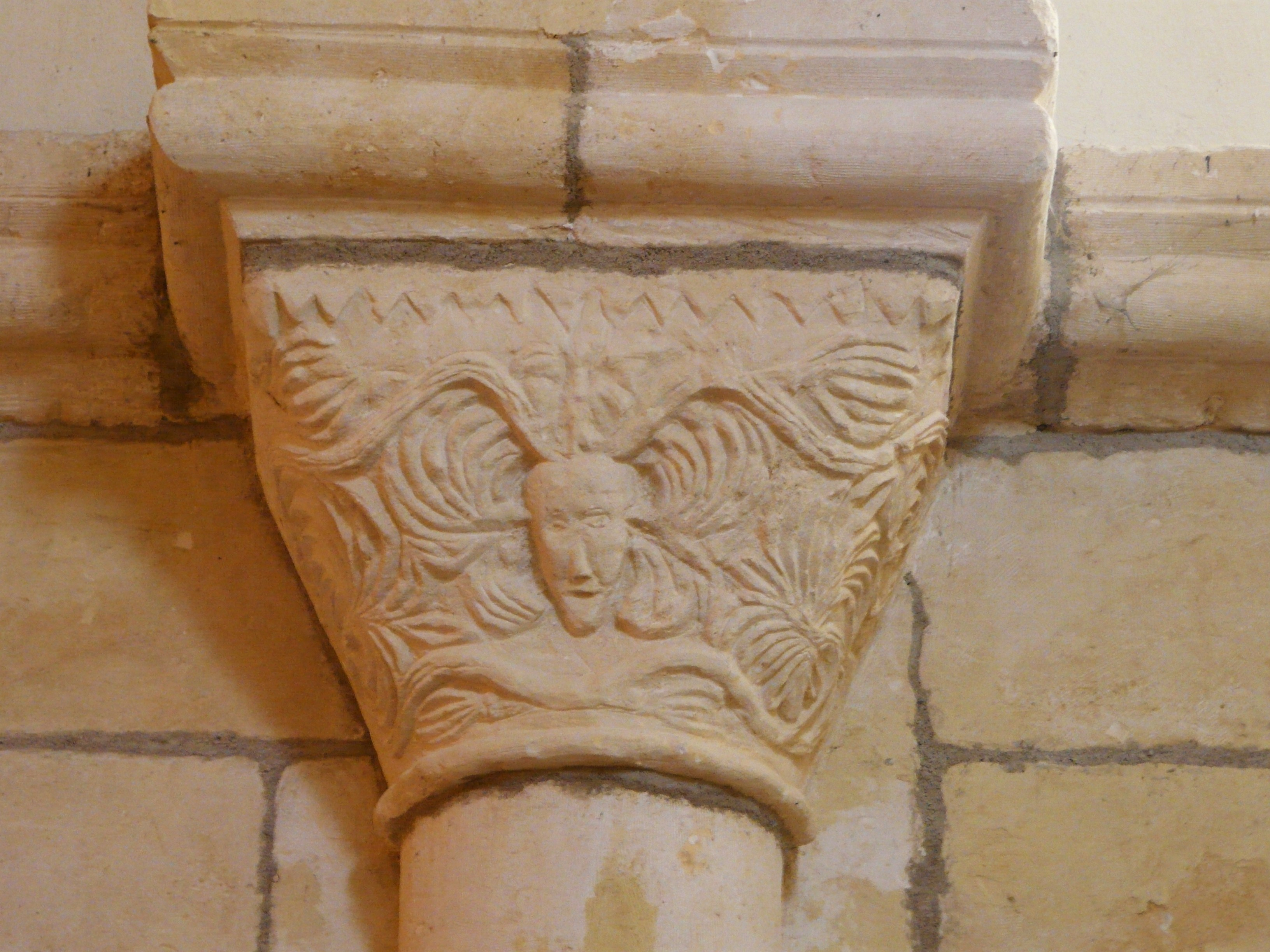
Chapiteau du chœur.